# Elecciones generales de Samoa de 1967
Las elecciones generales de Samoa se llevaron a cabo el 25 de febrero de 1967 para escoger a los 47 escaños de la Asamblea Legislativa. Todos los candidatos se presentaron como independientes al no existir partidos políticos en el país. El voto estaba restringido a los Matai y descendientes de europeos. Fiame Mata'afa Faumuina Mulinu'u II fue reelgido primer ministro.

## Resultados
| Partido                  | Votos | %   | Escaños |
| ------------------------ | ----- | --- | ------- |
| Independientes           | 7.394 | 100 | 47      |
| Votos en blanco/anulados | 64    | -   | -       |
| Total                    | 7.458 | 100 | 47      |
| Fuente: Nohlen et al.    |       |     |         |